# Paulin Dvor
Paulin Dvor (1910-ig Paulinin Dvor, 1910-től 1961-ig Pavlin Dvor, szerbül: Паулин Двор) falu Horvátországban, Eszék-Baranya megyében. Közigazgatásilag Sodolovcéhez tartozik.

## Fekvése
Eszéktől légvonalban 13, közúton 16 km-re délre, Diakovártól légvonalban 22, közúton 28 km-re északkeletre, községközpontjától 4 km-re északra, Szlavónia keleti részén, a Szlavóniai-síkságon, Sodolovce, Haraszti és Ernestinovo között fekszik.

## Története
A falu 19. század második felében keletkezett, amikor a környező földek megművelésére szerb, horvát, magyar és német családokat telepítettek ide. 1900-ban 89, 1910-ben 80 lakosa volt. Verőce vármegye Eszéki járásának része volt. Az 1910-es népszámlálás adatai szerint lakosságának 46%-a magyar, 26%-a szerb, 21%-a horvát, 6%-a német anyanyelvű volt. Az első világháború után 1918-ban az új szerb-horvát-szlovén állam, majd később (1929-ben) Jugoszlávia része lett. A második világháború idején a partizánok a német és magyar lakosságot elűzték. Helyükre a háború után főként szerbek települtek. 1991-től a független Horvátországhoz tartozik. 1991-ben lakosságának 88%-a szerb, 5%-a jugoszláv nemzetiségű volt. 

A délszláv háború idején 1991. december 11-én és 12-én a horvát hadsereg 130. brigádjának néhány tagja 18 civil polgárt, tíz férfit és nyolc nőt ölt meg Paulin Dvorban és környékén. Az áldozatok 41 és 85 év közöttiek voltak, közülük tizenhét szerb és egy magyar nemzetiségű volt. A magyar áldozat neve Kecskés Károly (szerb nyilvántartásban Dragutin Kećkeš), és 1939. április 6-án született Pélmonostoron. A mészárlásban játszott szerepükért később két egykori horvát katonát ítéltek 15, illetve 11 évi börtönböntetésre. 2010 novemberében Ivo Josipović horvát elnök hivatalosan is bocsánatot kért a történtekért. 
 2011-ben a falunak 76 lakosa volt.

## Lakossága
| Lakosság változása | Lakosság változása | Lakosság változása | Lakosság változása | Lakosság változása | Lakosság változása | Lakosság változása | Lakosság változása | Lakosság változása | Lakosság változása | Lakosság változása | Lakosság változása | Lakosság változása | Lakosság változása | Lakosság változása | Lakosság változása |
| ------------------ | ------------------ | ------------------ | ------------------ | ------------------ | ------------------ | ------------------ | ------------------ | ------------------ | ------------------ | ------------------ | ------------------ | ------------------ | ------------------ | ------------------ | ------------------ |
| 1857               | 1869               | 1880               | 1890               | 1900               | 1910               | 1921               | 1931               | 1948               | 1953               | 1961               | 1971               | 1981               | 1991               | 2001               | 2011               |
| 0                  | 0                  | 0                  | 0                  | 89                 | 80                 | 182                | 295                | 481                | 409                | 416                | 206                | 177                | 168                | 55                 | 76                 |

(1948-ig településrészként, 1953-tól önálló településként.)

## Gazdaság
A helyi gazdaság alapja a mezőgazdaság és az állattartás.

## Sport
Az NK Dejan Bekić Paulin Dvor labdarúgóklubot 1968-ban alapították. Az 1990-es évekig működött.